# 熊田裕通
熊田 裕通（くまだ ひろみち、1964年8月28日 - ）は、日本の政治家。自由民主党所属の元衆議院議員（4期）。
総務副大臣（菅義偉内閣）、防衛大臣政務官（第3次安倍第1次改造内閣）、愛知県議会議員（5期）、衆議院法務委員長、自由民主党国会対策委員会副委員長などを歴任した。

## 来歴

### 生い立ち
愛知県名古屋市西区生まれ。名古屋市立庄内小学校を経て、名古屋市立名塚中学校を卒業した。小学4年生のとき、ロッキード事件にからんで国会の様子をテレビで観たことをきっかけに、国会議員を志す。父が衆議院議員の海部俊樹の熱心な支持者であったこともあり、このころ海部と面識を持つ。
愛知高等学校卒業後、神奈川大学法学部法律学科に進学した。キャンパス内の学生運動が「時代遅れ」「上滑り」だとして、運動家に議論を吹っかけたり、卵を投げつけたりした。
1988年3月、神奈川大学を卒業。同年4月、海部の秘書となる。
1989年7月24日、宇野宗佑首相が参院選惨敗の責任をとり辞意を表明。自民党最大派閥の竹下派は自派候補の擁立を見送り、河本派の海部俊樹を担ぐ道を選ぶ。同年8月8日に行われた自民党総裁選挙で海部が新総裁に当選し、第1次海部内閣が発足したことに伴い、熊田は総理大臣公邸に常駐することになった。
地元の名古屋市西区選出の愛知県議会議員は吉岡よしき（社会党）、古橋利夫（自民党）、山内清（自民党）の3人で議席が占められていたが、古橋が任期中の1991年12月6日に死去。すぐさま、熊田を古橋の後継に推す嘆願書が海部のもとへ届けられた。そこから署名運動まで起こり、約5千人の署名が集まった。当該署名者を対象に戸別訪問を始めるが、当初の反応は冷たいものだったという。
1993年12月、秘書を退職。

### 愛知県議会議員
1994年6月の首班指名に際して、海部は自民党を離党。同年12月10日には新進党を結党した。これに追随し、1995年4月の愛知県議会議員選挙・名古屋市西区選挙区には新進党公認・公明党推薦で立候補した。同選挙区は定数が3から2に削減されたため激戦が予想されたが、熊田は初出馬ながら1位当選。吉岡よしきは2位で当選し、自民党現職の山内清は落選した。
1999年4月の愛知県議会議員選挙から自民党の公認を受けた。愛知県議会議員団の政務調査会長、副団長、副幹事長などを歴任した。また、議会運営委員長や警察委員長などを務めるとともに、一部事務組合である名古屋競輪組合が設置する議会においては議長を務めた。2011年、5期目の当選を果たす。

### 衆議院議員
2012年11月、愛知県議会議員を辞職。同年12月16日の第46回衆議院議員総選挙に愛知1区から立候補し初当選した。民主党から日本未来の党に移った佐藤夕子、比例東海ブロックから国替えした民主党の吉田統彦の両候補は票を食い合い、比例復活もかなわなかった。小選挙区制度への移行後、愛知1区では自由民主党初の選挙区当選だった。
2014年12月14日の第47回衆議院議員総選挙では、民主党の吉田、減税日本の新人ら5名の候補者を破り再選。
2015年10月、防衛大臣政務官に就任。2017年7月、所属していた山東派が麻生派と合流し、新派閥志公会（麻生派）となったが参加を見合わせた。
2017年10月22日の第48回衆議院議員総選挙では、旧立憲民主党公認の吉田、希望の党公認の佐藤夕子らを破り、3選。吉田は比例復活により2期目の当選を果たした。
2020年9月に発足した菅義偉内閣で総務副大臣に就任。
2021年10月31日の第49回衆議院議員総選挙で立憲民主党公認の吉田、NHKと裁判してる党弁護士法72条違反で公認の門田節代を破り、4選（吉田は比例復活で当選）。
2024年9月27日に行われた自民党総裁選挙において小林鷹之の推薦人に名を連ねた。1回目の投票では小林に投じ、得票数1位の高市早苗と2位の石破茂が進んだ決選投票については、中日新聞の取材に対し、投票先を公表しなかった。同年10月4日、衆議院法務委員長に就任。
同年10月27日に行われた第50回衆議院議員総選挙では、名古屋市長を長く務めた河村たかしが日本保守党から出馬した影響もあり3位となり、比例復活もならず落選した。

## 政策・主張

### 憲法
- 憲法改正について、2017年、2021年のアンケートで「賛成」と回答[29][30]。

- 9条改憲について、2017年の中日新聞社のアンケートで「賛成」と回答[31]。9条への自衛隊の明記について、2021年のNHKのアンケートで「賛成」と回答[32]。

- 改正すべき項目として「自衛隊の保持を明記する」「環境権に関する条項を新設する」「教育の充実に向けた環境整備を行う旨を明記する」「各都道府県から必ず1人は参議院議員を選出するよう明記する」「憲法裁判所を設置する」「憲法改正の発議要件を各院の過半数にする」「緊急事態に関する条項を新設する」と主張[30]。

- 憲法を改正し緊急事態条項を設けることについて、2021年の毎日新聞社のアンケートで「賛成」と回答[33]。

### 外交・安全保障
- 安全保障関連法の成立について、2017年のアンケートで「評価する」と回答[29]。

- 「他国からの攻撃が予想される場合には敵基地攻撃もためらうべきではない」との問題提起に対し、2021年のアンケートで「どちらかと言えば賛成」と回答[30]。

- 「北朝鮮に対しては対話よりも圧力を優先すべきだ」との問題提起に対し、2021年のアンケートで「どちらとも言えない」と回答[30]。

- 普天間基地の辺野古移設について、2021年のアンケートで「賛成」と回答[30]。

- 徴用工訴訟などの歴史問題をめぐる日韓の関係悪化についてどう考えるかとの問いに対し、2021年の毎日新聞社のアンケートで「政府の今の外交方針でよい」と回答[33]。

- 集団的自衛権の行使を禁じた政府の憲法解釈を見直すことに賛成[34]。

- 日本の核武装について、2012年のアンケートで「今後の国際情勢によっては検討すべき」と回答[34]。

### ジェンダー
- 選択的夫婦別姓制度の導入について、2012年のアンケートでは「反対」と回答[35]。2017年のアンケートで「反対」と回答[29]。2021年の毎日新聞社のアンケートで「反対」と回答し[33]、同年の朝日新聞社のアンケートで「どちらかといえば反対」と回答[30]。

- 同性婚を可能とする法改正について、2021年のNHKのアンケートで「どちらかといえば反対」と回答[32]。「同性婚を制度として認めるべきだと考るか」との2021年の毎日新聞社のアンケートに対し「認めるべきでない」と回答[33]。

- 「LGBTなど性的少数者をめぐる理解増進法案を早期に成立させるべきか」との問題提起に対し、2021年のアンケートで回答しなかった[30]。

- クオータ制の導入について、2021年のNHKのアンケートで「どちらかといえば賛成」と回答[32]。同年の毎日新聞社のアンケートで回答しなかった[33]。

### 消費税
- 2012年の公開アンケートにおいて、消費税を2014年4月に8%、2015年10月に10%まで引き上げる法律が成立したことについて「法律通りに引き上げるべきだ」と回答[34]。

- 2014年の公開アンケートにおいて、「2017年4月に消費税率を10%に引き上げるべきだ」と回答[36]。

- 2017年の公開アンケートにおいて、消費税を2019年10月に10%に引き上げることについて「賛成」と回答[37]。

- 「消費税0%の検討」を掲げた『国民を守るための「真水100兆円」令和2年度第2次補正予算に向けた提言』に賛同している[38]。

### その他
- 原子力発電所の再稼働問題について、2017年の中日新聞社のアンケートで「新規制基準を満たす原発は再稼働すべき」と回答[31]。

- 「原子力発電への依存度について今後どうするべきか」との問題提起に対し、2021年のアンケートで「下げるべき」と回答[32]。

- アベノミクスについて、2017年のアンケートで「評価する」と回答[29]。

- 安倍内閣による森友学園問題・加計学園問題への対応について、2017年のアンケートで「どちらかと言えば評価する」と回答[29]。

- 森友学園への国有地売却をめぐる公文書改竄問題で、2021年5月6日、国は「赤木ファイル」の存在を初めて認めた[39]。しかし5月13日、菅義偉首相はファイルの存在を踏まえた再調査を行わない考えを報道各社に書面で示した[40]。9月の自民党総裁選挙で総裁に選出された岸田文雄も10月11日、衆議院本会議の代表質問で再調査の実施を否定した[41]。国の対応をどう考えるかとの同年の毎日新聞社のアンケートに対し「これ以上、調査や説明は必要ない」と回答[33]。

- 女性宮家の創設について、2012年のアンケートで「反対」と回答[34]。

- 日本の環太平洋パートナーシップ協定参加について、2012年のアンケートで「反対」と回答[34]。

## 人物
喫煙者であり、超党派の愛煙家国会議員からなる議員連盟「もくもく会」の事務局長を務めている。

## 不祥事・騒動

### 学生時代に女性教師を閉じ込め、爆竹を投下
2015年8月、自身のwebサイトの一部に掲載した内容に批判が相次いだ。熊田は記述を削除した上、謝罪文を掲載した。投稿した内容は以下のとおり。
謝罪文は以下のとおり。

### 秘書時代にアパートの壁を故意に破壊
海部俊樹の秘書になったころは、激務であるにもかかわらず、支払われる給与はアパートの家賃よりも安かったため、強い不満を抱いていた。熊田はアパートの壁を破壊することで、一日の鬱憤を晴らした。そしてアパートの壁が穴だらけとなり、管理人から叱責されるという騒動を起こした。

### アメリカ合衆国大統領からの電話を切る
秘書として仕えた海部俊樹が内閣総理大臣に就任したため、熊田は総理大臣公邸に詰めることになった。そのころ、アメリカ合衆国大統領のジョージ・ブッシュが、湾岸戦争について海部と協議するため、自ら直接電話をかけてきた。海部は既に就寝していたため、警護官らと寛いでいた熊田が電話をとることになった。しかし、熊田はブッシュの話が理解できなかったため、悪戯電話と判断し電話を切った。その後、ブッシュは自ら何度も総理大臣公邸に電話をかけたが、熊田はそのたびに電話を切った。何度電話しても海部に取り次がずに切られてしまうため、業を煮やしたブッシュは、やむを得ず外務省経由で海部に連絡を取ることになった。

### 事務所ボランティアスタッフが持続化給付金詐取の疑いで逮捕
2019年10月、熊田は、知人から若手経営者としてAを紹介される。Aが政治家志望で秘書になることを望んだため、熊田は雇用関係が発生しないボランティアスタッフとしてAを事務所に受け入れた。Aは新規党員の勧誘や街頭演説の手伝いをするほか、熊田の代理として支援団体との懇談会に出席した。Aは秘書でも事務局員でもなかったが、「自由民主党愛知県第一選挙区支部 衆議院議員 熊田裕通 事務局 A」と書かれた名刺を持って活動を続けた。
2020年5月上旬、Aは事務所に無断で、持続化給付金の説明会を、受給資格のない大学生らを対象に開いた。説明会で自身を「衆院議員秘書選挙区事務局」と紹介し、「グレーゾーンのところをグレーゾーンにしない方法が経済産業省のホームページには書いていない。しかし私は自民党という立場を使って、抜け道を知っている」などと述べ、不正受給を持ち掛けた。説明会はほかにも複数回開かれた。
同年10月、熊田は、持続化給付金説明会の無断開催の事実を知り、Aを事務所出入禁止とした。
2021年3月9日、中日新聞が、上記の説明会に出席していた大学生二人が持続化給付金をだまし取った詐欺容疑で逮捕され、「愛知県内選出の自民党衆院議員の男性スタッフ」が当該詐欺事件に関与していたと報じた。この時点ではまだ熊田の名前は伏せられていた。3月21日、事件に関わったAのほか、行政書士、会社役員、アルバイトの4人が持続化給付金を不正受給した詐欺容疑で逮捕され、同日の報道でAが熊田のスタッフであることが明かされた。逮捕容疑では、Aらは2020年7月、アルバイト男性の名義でうその確定申告書類などを添付して電子申請し、持続化給付金100万円をだまし取ったとされる。3月22日、熊田は記者会見し、「逮捕容疑が事実であるとするならば許しがたい行為。国民の皆様に心よりおわびを申し上げたいと思います」と謝罪した。

### 統一教会との関係
- 2021年11月5日、世界平和連合の中部地区常任講師や国際勝共連合愛知県本部の代表を務めるS[52]は、5日前に実施された衆院選「第3地区」を総括する33ページにわたる内部資料を作成した。教団は日本を5地区に分けており、第3地区は東海北陸信越近県に及ぶ中部地区一帯を指す。同資料には、本部から「勝共推進国会議員の全員当選」の要請があったこと、電話作戦は昼間は教団婦人部が行い夜間は青年学生が行うこと、党の機関紙『自由民主』を壮年が朝晩に配布すること、小選挙区の当落予想などが明記された[53]。

- 2022年9月8日、自民党の茂木幹事長（当時）が公開した統一教会との関係があった国会議員の資料によると、熊田裕通は統一教会関連の会合で「挨拶」をし、また、統一教会から選挙ボランティアを受け入れたと、2点の関わりが報道されている[54][55][56]。

## 所属団体・議員連盟等
- 自民党たばこ議員連盟（幹事）[57]
- もくもく会（事務局長）[42]
- 日本会議国会議員懇談会[58]
- みんなで靖国神社に参拝する国会議員の会[58]
- 文化芸術懇話会[59]
- ボーイスカウト振興国会議員連盟 [60]

## 選挙歴
| 当落 | 選挙                     | 執行日         | 年齢 | 選挙区             | 政党       | 得票数    | 得票率 | 定数 | 得票順位 /候補者数 | 政党内比例順位 /政党当選者数 |
| ---- | ------------------------ | -------------- | ---- | ------------------ | ---------- | --------- | ------ | ---- | ------------------ | ---------------------------- |
| 当   | 1995年愛知県議会議員選挙 | 1995年4月9日   | 30   | 名古屋市西区選挙区 | 新進党     | 1万6464票 | ーー   | 2    | 1/4                | /                            |
| 当   | 1999年愛知県議会議員選挙 | 1999年4月11日  | 34   | 名古屋市西区選挙区 | 自由民主党 | 1万8662票 | ーー   | 2    | 2/3                | /                            |
| 当   | 2003年愛知県議会議員選挙 | 2003年4月13日  | 38   | 名古屋市西区選挙区 | 自由民主党 | 2万2567票 | ーー   | 2    | 1/3                | /                            |
| 当   | 2007年愛知県議会議員選挙 | 2007年4月8日   | 42   | 名古屋市西区選挙区 | 自由民主党 | ーー票    | ーー   | 2    | /2                 | /                            |
| 当   | 2011年愛知県議会議員選挙 | 2011年4月10日  | 46   | 名古屋市西区選挙区 | 自由民主党 | 1万5205票 | ーー   | 2    | 1/3                | /                            |
| 当   | 第46回衆議院議員総選挙   | 2012年12月16日 | 48   | 愛知県第1区        | 自由民主党 | 7万7215票 | 40.73% | 1    | 1/4                | /                            |
| 当   | 第47回衆議院議員総選挙   | 2014年12月14日 | 50   | 愛知県第1区        | 自由民主党 | 7万3003票 | 42.39% | 1    | 1/6                | /                            |
| 当   | 第48回衆議院議員総選挙   | 2017年10月22日 | 53   | 愛知県第1区        | 自由民主党 | 7万4298票 | 41.11% | 1    | 1/3                | /                            |
| 当   | 第49回衆議院議員総選挙   | 2021年10月31日 | 57   | 愛知県第1区        | 自由民主党 | 9万4107票 | 48.81% | 1    | 1/3                | /                            |
| 落   | 第50回衆議院議員総選挙   | 2024年10月27日 | 60   | 愛知県第1区        | 自由民主党 | 4万3381票 | 21.15% | 1    | 3/4                | 13/7                         |